# 劏樓大盜
是一部2011年的美國犯罪及喜劇電影。由布萊特·拉特納執導。

## 故事簡介
紐約皇后區人喬許·科瓦茲（班·史提勒 飾）負責管理紐約市最奢華且最森嚴的高級住宅逾十年，在他的周密監督下向來就毫無漏洞。住在這棟超級豪宅大廈頂樓的華爾街鉅子亞瑟·蕭（亞倫·艾達 飾）因涉嫌詐欺投資者高達二十億美元被逮捕後軟禁在家，而這棟大樓的員工們也不幸成為重大受害者之一，因為他們早把全部的退休基金託付給這個大騙子管理。 
就在亞瑟的完美犯罪計劃即將讓他全身而退的幾天前，喬許夥同幾名同事和一位前住戶求助於小竊賊史萊德（艾迪·墨菲 飾），一同計劃一個幾乎是不可能的任務，那就是在精英探員克萊兒·丹韓（蒂雅·李歐妮 飾）帶領的FBI團隊24小時監控下，偷回他們確信藏在亞瑟豪華公寓中的巨款。
雖然他們都是業餘的新手小偷，包括神經緊張的櫃台人員查理（凱西·艾佛列克 飾）、破產的前華爾街顧問費茲休先生（馬修·鮑德瑞克 飾）、菜鳥電梯服務員德佛洛（麥可·潘納 飾）及強悍粗暴的女僕奧黛莎（嘉柏莉·西迪貝 飾），不過在這棟大樓工作多年的經驗和知識使他們對一切都瞭若指掌，並決心以此為後盾取回他們被奪走的一切。

## 演員
| 演員                            | 角色                                    |
| ------------------------------- | --------------------------------------- |
| 班·史提勒 Ben Stiller           | 喬許·科瓦茲 Josh Kovaks                 |
| 艾迪·墨菲 Eddie Murphy          | 史萊德 Slide                            |
| 凱西·艾佛列克 Casey Affleck     | 查理·吉布斯 Charlie Gibbs               |
| 亞倫·艾達 Alan Alda             | 亞瑟·蕭 Arthur Shaw                     |
| 馬修·鮑德瑞克 Matthew Broderick | 費茲休先生 Mr. Fitzhugh                 |
| 蒂雅·李歐妮 Téa Leoni           | 克萊兒·丹韓 Special Agent Claire Denham |
| 麥可·潘納 Michael Peña          | 安利柯·德佛洛 Enrique Dev’Reaux         |
| 嘉柏莉·西迪貝 Gabourey Sidibe   | 奧黛莎·蒙特羅 Odessa Montero            |

## 外部連結
- 互联网电影数据库（IMDb）上《劏樓大盜》的资料（英文）
- AllMovie上《劏樓大盜》的资料（英文）
- 爛番茄上《劏樓大盜》的資料（英文）
- Box Office Mojo上《劏樓大盜》的資料（英文）
- Metacritic上《劏樓大盜》的資料（英文）